# Gheorghe Trosca
Gheorghe Trosca (1946 - 1989) a fost un colonel în cadrul USLA, trupele de elită ale Securității.
A fost ucis la Revoluția din 1989 în noaptea de 23 spre 24 decembrie 1989.
Cu privire la moartea lui Trosca, s-a vehiculat ipoteza că acesta a fost ucis, din răzbunare, de generalul Nicolae Militaru, pe motiv că Trosca ar fi deconspirat legăturile acestuia cu KGB. Din dosarul de cadre al lui Trosca și din dosarul acestuia de la Consiliul Național pentru Studierea Arhivelor Securității nu rezultă însă vreo legătură cu generalul Militaru. Trecerea în rezervă a lui Militaru s-a petrecut în 1978, în timpul perioadei în care Trosca se afla detașat pentru studii la Academia Militară, Facultatea de Arme Întrunite, Tancuri și Auto, dintre anii 1977-1979. Din acest motiv, conflictul Militaru-Trosca a fost considerat "inventat" de către Securitate.
În memoria sa și a subordonaților săi uciși în aceeași misiune a fost ridicat Monumentul Luptătorului Antiterorist.
O altă interpretare a misiunii din 23 decembrie 1989 este prezentată de Andrei Ursu, fost director științific al  Institutului Revoluției Române din Decembrie 1989 (IRRD). Acesta afirmă, pe baza cercetărilor sale, că echipa USLA condusă de Trosca făcea parte din acele trupe de elită ale Securității care încercau, prin tactici și acțiuni bine exersate dinainte, să-l readucă la putere pe Nicolae Ceaușescu și, în mod concret, aveau în acea noapte misiunea de a-i elibera pe comandanții lor deținuți la sediul MApN. Trosca și luptătorii din grupa sa purtau, sub un combinezon negru de camuflaj, uniforme militare cu însemne ale Armatei, din care însă nu făceau parte, pe care le-ar fi folosit dacă ar fi reușit să pătrundă în sediul MApN. Planul însă nu a funcționat, uslașii fiind desconspirați și uciși sau răniți de către militarii care apărau sediul MApN într-un schimb de focuri și prin impactul unui tanc care a lovit vehiculul blindat ABI în care se afla Trosca. În plus, Andrei Ursu afirmă, în baza multor mărturii, ca Trosca a coordonat reprimarea de către USLA a demonstrațiilor din zona Intercontinental din noaptea de 21 spre 22 decembrie 1989, care s-a soldat cu moartea a 50 de demonstranți.